# 小行星8401
小行星8401（8401 Assirelli）是一颗绕太阳运转的小行星，为主小行星带小行星。该小行星于1994年2月16日发现。

## 轨道参数
小行星8401的轨道半长轴为2.6635513 UA，离心率为0.066。